# Rugbyunion Hohen Neuendorf
Der Rugbyverein Rugbyunion Hohen Neuendorf e. V. wurde im Jahr 1997 gegründet. Die erste Mannschaft des Vereins spielte von der Saison 2014/15 bis zur Saison 2015/16 in der 1. Bundesliga.

## Geschichte
1997 erfolgt die Gründung des Vereins durch eine Fusion aus der Abteilung Rugby der SG Grün-Weiß Birkenwerder und dem Rugbyclub Hohen Neuendorf. 2003 wurde die Männermannschaft Regionalligameister und stieg in die 2. Bundesliga auf. Bereits 2006 erfolgte der Abstieg in die Regionalliga, die Herren schafften jedoch 2008 erneut den Aufstieg in die 2. Bundesliga.

## Erfolge
| Jahr    | Liga                                            | Position           |
| 2002–03 | Rugby-Regionalliga (III)                        | aufgestellt        |
| 2003–04 | 2. Rugby-Bundesliga Nord/Ost (II)               | 6.                 |
| 2004–05 | 2. Rugby-Bundesliga Nord/Ost                    | 4.                 |
| 2005–06 | 2. Rugby-Bundesliga Nord/Ost                    | 8. Relegation      |
| 2006–07 | Rugby-Regionalliga Ost A (III)                  | 3.                 |
| 2006–07 | Nord/Ost Meisterrunde                           | 4.                 |
| 2007–08 | Rugby-Regionalliga Ost A                        | 2.                 |
| 2008–09 | 2. Rugby-Bundesliga Nord/Ost (II)               | 6.                 |
| 2009–10 | 2. Rugby-Bundesliga Nord/Ost                    | 3.                 |
| 2010–11 | 2. Rugby-Bundesliga Nord/Ost                    | 4.                 |
| 2011–12 | 2. Rugby-Bundesliga Nord/Ost                    | 9. Relegation      |
| 2012–13 | Rugby-Regionalliga Ost                          | 1.                 |
| 2013–14 | 2. Rugby-Bundesliga Qualifikationsrunde Ost     | 2.                 |
| 2013–14 | DRV-Pokal – Nord-Ost                            | 3. — Viertelfinale |
| 2014–15 | Rugby-Bundesliga Qualifikationsrunde Ost        | 4.                 |
| 2014–15 | Rugby-Bundesliga Meisterschaftsrunde – Nord-Ost | 7.                 |
| 2015–16 | Rugby-Bundesliga Nord-Ost                       | 8.                 |
| 2016–17 | 2. Rugby-Bundesliga Ost                         |                    |